# 神金村
神金村（かみかねむら）は山梨県東山梨郡にあった村。現在の甲州市北東部、国道411号沿線にあたる。

## 地理
- 山：大菩薩連嶺（牛奥ノ雁腹摺山、小金沢山、大菩薩嶺）、高芝山
- 河川：笛吹川、日川

## 歴史
- 1875年（明治8年） - 山梨郡下小田原村・上小田原村・上萩原村が合併して神金村となる。
- 1878年（明治11年）7月22日 - 郡区町村編制法の施行により、神金村が東山梨郡の所属となる。
- 1889年（明治22年）7月1日 - 町村制の施行により、神金村が単独で自治体を形成。
- 1954年（昭和29年）3月31日 - 塩山町に編入。同日神金村廃止。

## 名所・旧跡・観光スポット・祭事・催事
- 雲峰寺

## 交通

### 道路
- 大菩薩峠

## 備考
同村の上萩原にあった「広瀬家住宅」は現在、川崎市の日本民家園に移築されている。広瀬家のひとり、弥七は横浜で製糸業で成功し、隣村の大藤村の慈雲寺 (甲州市)に樋口一葉の碑を献呈した。

## 観光
- 旧家民宿水上荘 - 築150年の民家[2]